# Xã Chatfield, Quận Crawford, Ohio
Xã Chatfield (tiếng Anh: Chatfield Township) là một xã thuộc quận Crawford, tiểu bang Ohio, Hoa Kỳ. Năm 2010, dân số của xã này là 724 người.